# 광대를 위한 슬픈 발라드
광대를 위한 슬픈 발라드(Balada triste de trompeta)는 2010년 개봉한 스페인의 영화이다.

## 출연진
- 카를로스 아르세스 - Javier
- 캐롤라이나 방 - Natalia
- 안토니오 데 라 토레 마틴 - Sergio
- 마누엘 톨라페 - Ramiro